# Nannocampus pictus
Nannocampus pictus är en fiskart som först beskrevs av Paul Georg Egmont Duncker 1915.  Nannocampus pictus ingår i släktet Nannocampus och familjen kantnålsfiskar. Inga underarter finns listade i Catalogue of Life.